# Kia Carens
Kia Carens je automobil južnokorejskog proizvođača Kia i proizvodi se od 1999. godine.

## Prva generacija
Prva generacija se proizvodila od 1999. – 2006. godine. Facelifting je bio 2002. godine.

### Motori
- 1.6 L, 77 kW (105 KS)
- 1.8 L, 81 kW (110 KS)
- 1.8 L, 93 kW (126 KS)
- 2.0 L, 102 kW (139 KS)
- 2.0 L turbo dizel, 82 kW (112 KS)
- 2.0 L turbo dizel, 103 kW (140 KS)

## Druga generacija
Druga generacija se proizvodila od 2006. godine.

### Motori
- 1.6 L, 97 kW (132 KS)
- 2.0 L, 106 kW (144 KS)
- 2.0 L turbo dizel, 103 kW (140 KS)